# 골판지

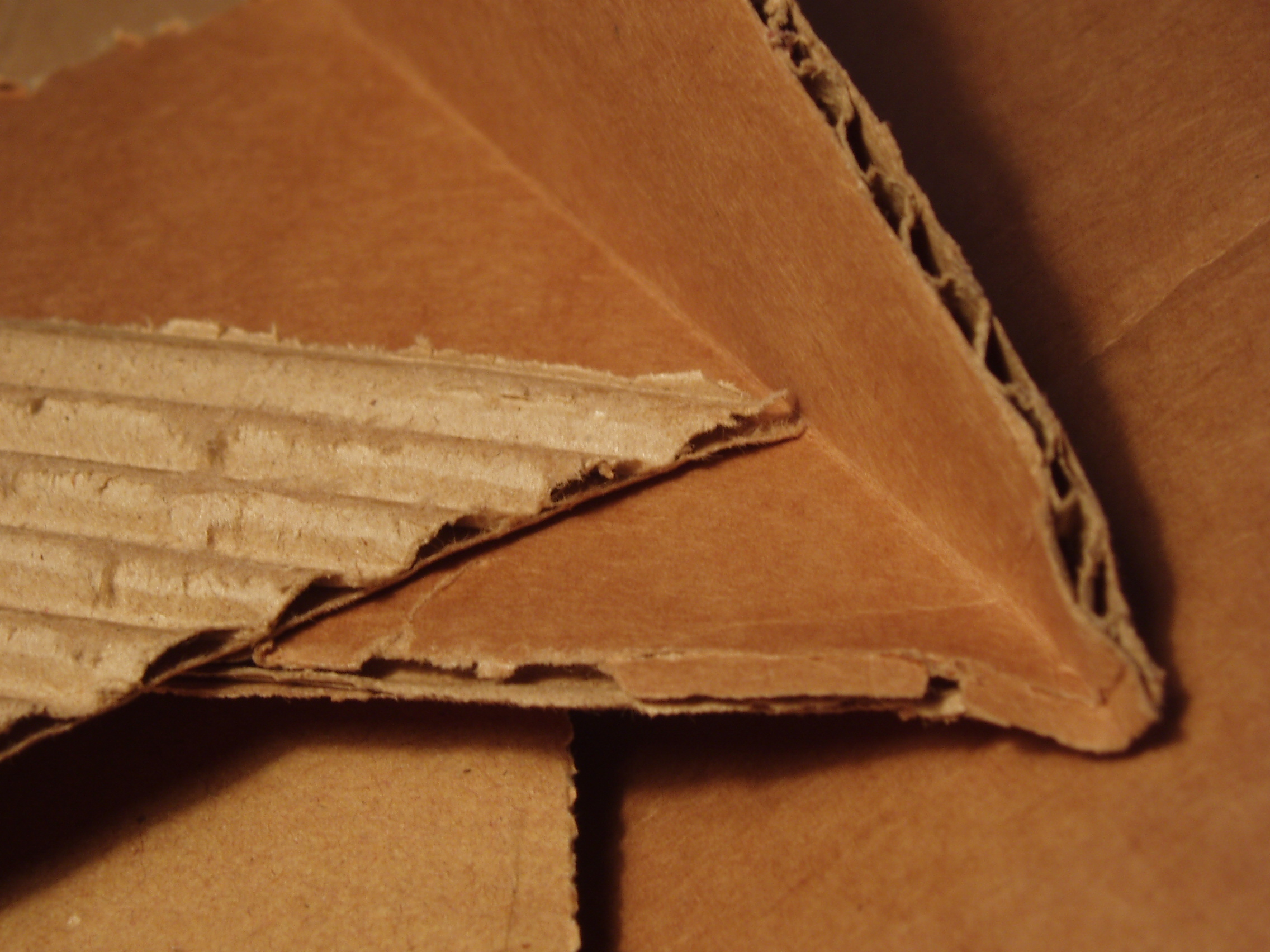
골판지.

골판지(-板紙, corrugated cardboard, Corrugated fiberboard)는 한 두 장의 판지 사이에 골이 진 종이를 붙여놓은 물질의 하나이다.

## 제조

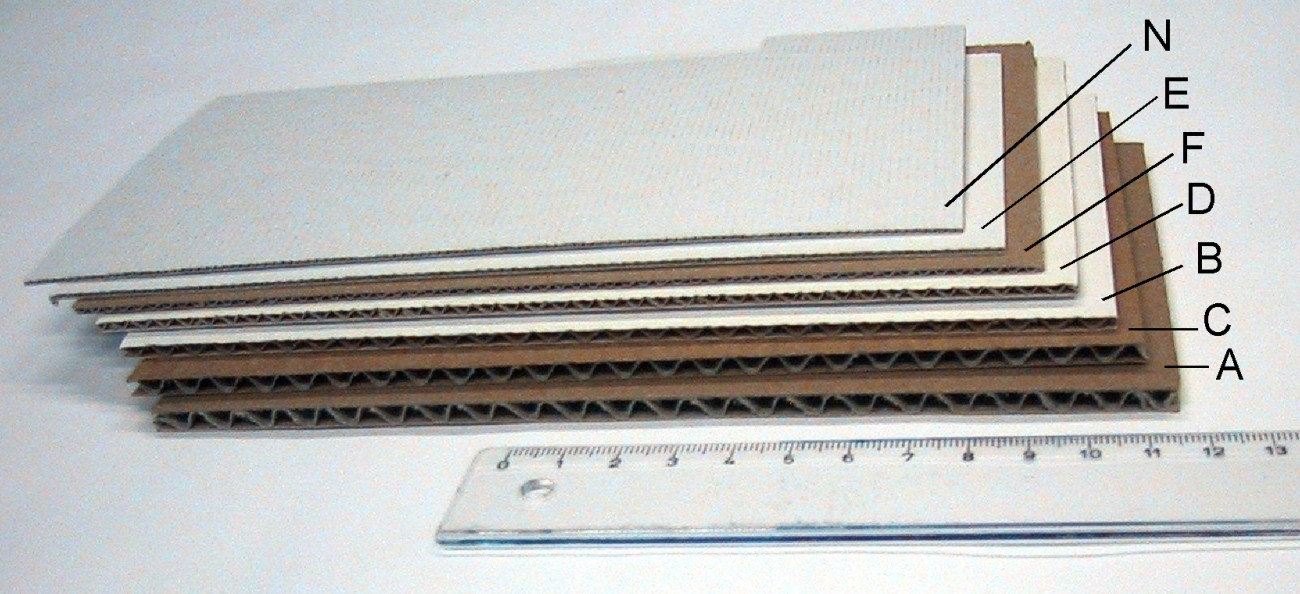
골판지의 주 골심지(main flutes)

골판지는 골겟타(corrugator)라는 생산라인에 원지(原紙)를 투입해 목적물에 맞게 재단된 골판지 원단(原緞)을 만들고, 생산된 원단을 인쇄기에 투입해 인쇄와 접착공정을 하여 완제품으로서 제조된다. 골판지의 주요 원자재는 원지(原紙)이며, 판지를 이루는 표면지, 골심지, 중심지, 이면지를 위한 여러 종류가 있다. 공급 사슬, 규모적 고려에 따라 종이는 별도의 원지 공장에서 생산된다. 한국에서 가장 많이 사용되는 원지는 K원지로, 보통 평량은 180g이다. 통상 1㎡의 질량(g)을 그 종이의 평량이라고 한다.
골판 매개체의 미국 내 평량은 0.026 파운드 매 제곱피트 (0.13 kg/m2)이다. 영국에서는 90 그램 매 제곱미터 (0.018 lb/ft2) 골심지가 일반적이다.
"A", "B", "C", "E", "F", 마이크로플루트(microflute) 등이 사용되며, 한국에서 생산되는 일반적인 골 단위는 A골, B골, E골, BA골(D골), BB골이 있다.
표준 미국 골심지
| 골심지 표기 | 선형 피트(linear foot) 당 골심지 | 골심지 두께 (in) | 선형 미터 당 골심지 | 골심지 두께 (mm) |
| ----------- | -------------------------------- | ---------------- | ------------------- | ---------------- |
| A골         | 33 +/- 3                         | 3⁄16             | 108 +/- 10          | 4.8              |
| B골         | 47 +/- 3                         | 1⁄8              | 154 +/- 10          | 3.2              |
| C골         | 39 +/- 3                         | 5⁄32             | 128 +/- 10          | 4.0              |
| E골         | 90 +/- 4                         | 1⁄16             | 295 +/- 13          | 1.6              |
| F골         | 125 +/- 4                        | 1⁄32             | 420 +/- 13          | 0.8              |

## ASTM 표준
- D1974 Standard Practice for Methods of Closing, Sealing and Reinforcing Fiberboard Boxes
- D4727 Standard Specification for Corrugated and Solid Fiberboard Sheet Stock (Container Grade) and Cut Shapes
- D5118 Standard Practice for Fabrication of Fiberboard Shipping Boxes
- D5168 Standard Practice for Fabrication and Closure of Triple-Wall Corrugated Fiberboard Containers
- D5639 Standard Practice for Selection of Corrugated Fiberboard Materials and Box Construction Based on Performance Requirements
- D6804 Standard Guide for Hand Hole Design in Corrugated Boxes and others.

## 같이 보기
- 포장